# Ouvrage du Col-du-Fort
L'ouvrage du Col-du-Fort est une fortification faisant partie de la ligne Maginot, située sur la limite entre les communes de Venanson et de Lantosque, dans le département des Alpes-Maritimes.
Dans les années 1930, il était prévu d'en faire un petit ouvrage de quatre blocs servant d'abri actif, avec pour mission non seulement de protéger une section d'infanterie, mais aussi de défendre le col de la Valette grâce à son armement. Mais il est resté inachevé : aucun de ses blocs a été totalement terminé.

## Description

### Position sur la ligne
L'ouvrage est construit sur le versant occidental de la pointe de Siruol (qui culmine à 2 018 mètres d'altitude), surplombant le col du Fort (à 1 942 m d'altitude). L'ouvrage devait interdire le sentier reliant le vallon de la Grave (du côté de Venanson) au Granges-de-la-Brasque (sur le versant menant à Utelle et Lantosque).

### Souterrains et blocs
Comme tous les autres ouvrages de la ligne Maginot, celui du Col-du-Fort est conçu pour résister à un bombardement d'obus de gros calibre. Les organes de soutien sont donc aménagés en souterrain, creusés sous plusieurs mètres de roche, tandis que les organes de combat, dispersés en surface sous forme de blocs, sont protégés par d'épais cuirassements en acier et des couches de béton armé. Les installations souterraines abritent un casernement pour l'équipage, un système de ventilation, une cuisine, un poste de secours, des latrines, des lavabos, un petit stock de munitions, un stock de vivres, une usine (mais le petit groupe électrogène n'a pas été installé), ainsi que des réservoirs d'eau.
L'ouvrage devait être en fait un abri-caverne sur lequel devait être greffé deux blocs de combat (d'où l'expression d'« abri actif ») : selon les plans il devait y avoir quatre blocs en surface, dont d'une part deux d'entrée sur le versant sud, d'autre part un observatoire et une casemate d'infanterie sur le versant nord. Le niveau de protection se limite au no 1, soit une dalle d'un mètre et demie d'épaisseur de béton armé, ainsi que des murs d'1,70 m (pour ceux qui sont exposés), soit de quoi résister à un bombardement allant jusqu'aux obus de 160 mm.
- Bloc 1, l'entrée occidentale : inachevé, avec seulement une porte blindée avec un créneau pour fusil mitrailleur monté dessus.
- Bloc 2, l'entrée orientale : terminé, comporte un créneau pour jumelage de mitrailleuses tirant vers l'est (couvrant l'autre entrée ainsi que le col et la cime du Fort) et un autre pour FM.
- Bloc 3, l'observatoire, équipé d'une cloche VDP par éléments.
- Bloc 4, la casemate : inachevé elle-aussi, le radier a été coulé ; la galerie était fermée par une porte blindée. Son armement devait être de deux créneaux pour FM tirant vers le nord-est[3].

### Armement
Les mitrailleuses et fusils mitrailleurs de l'ouvrage étaient chacun protégé par une trémie blindée et étanche (pour la protection contre les gaz de combat). Ils tirent la même cartouche de 7,5 mm à balle lourde (modèle 1933 D de 12,35 g au lieu de 9 g pour la modèle 1929 C).
Les mitrailleuses étaient des MAC modèle 1931 F, montées en jumelage (JM) pour pouvoir tirer alternativement, permettant le refroidissement des tubes. La portée maximale avec cette balle (Vo = 694 m/s) est théoriquement de 4 900 mètres (sous un angle de 45°, mais la trémie limite le pointage en élévation à 15°), la hausse est graduée jusqu'à 2 400 mètres et la portée utile est plutôt de 1 200 mètres. Les chargeurs circulaires pour cette mitrailleuse sont de 150 cartouches chacun, avec un stock de 50 000 cartouches pour chaque jumelage. La cadence de tir théorique est de 750 coups par minute, mais elle est limitée à 450 (tir de barrage, avec trois chargeurs en une minute), 150 (tir de neutralisation et d'interdiction, un chargeur par minute) ou 50 coups par minute (tir de harcèlement, le tiers d'un chargeur). Le refroidissement des tubes est accéléré par un pulvérisateur à eau ou par immersion dans un bac.
Les fusils mitrailleurs (FM) étaient des MAC modèle 1924/1929 D, dont la portée maximale est de 3 000 mètres, avec une portée pratique de l'ordre de 600 mètres. L'alimentation du FM se fait par chargeurs droits de 25 cartouches, avec un stock de 7 000 par FM de casemate et 1 000 pour un FM de porte. La cadence de tir maximale est de 500 coups par minute, mais elle est normalement de 200 à 140 coups par minute,.

## Histoire
Les plans de l'ouvrage ont été présentés à la Commission d'organisation des régions fortifiées (CORF) en 1932 et modifiés en 1934. L'ouvrage fut construit par la main-d'œuvre militaire (MOM), mais les conditions du chantier furent si difficile, les travaux n'étant possibles que pendant la saison estivale, qu'il est resté inachevé.